# Mesonemoura parafiligera
Mesonemoura parafiligera är en bäcksländeart som först beskrevs av Aubert 1967.  Mesonemoura parafiligera ingår i släktet Mesonemoura och familjen kryssbäcksländor. Inga underarter finns listade i Catalogue of Life.